# Raspberry Beret
Raspberry Beret è un brano musicale di Prince and The Revolution. È stato il primo singolo negli Stati Uniti (e secondo in Gran Bretagna) estratto dal loro album del 1985, Around the World in a Day. 
Il Lato B del singolo in Gran Bretagna fu il brano Hello, mentre negli Stati Uniti la canzone designata era She's Always in My Hair.

## Descrizione
Bob Taylor, noto costruttore di chitarre americano e fondatore della Taylor Guitars propone a Prince una Taylor jumbo a dodici corde in acero, colorata di viola. A Prince piace e decide di utilizzarla nel video della canzone Raspberry Beret.
Successivamente, la canzone venne utilizzata nel film del 1996 Girl 6 - Sesso in linea.
Il testo della canzone narra le vicissitudini di un adolescente che ha la sua prima esperienza sessuale con una ragazza che è solita indossare il cappello del titolo, un berretto color lampone.

## Classifiche

### Classifiche settimanali
| Classifica (1985)              | Posizione massima |
| ------------------------------ | ----------------- |
| Australia                      | 13                |
| Belgio (Fiandre)               | 25                |
| Canada                         | 10                |
| Francia                        | 36                |
| Germania                       | 35                |
| Irlanda                        | 24                |
| Nuova Zelanda                  | 2                 |
| Paesi Bassi                    | 23                |
| Regno Unito                    | 25                |
| Stati Uniti                    | 2                 |
| Stati Uniti (dance club)       | 4                 |
| Stati Uniti (dance/electronic) | 1                 |
| Stati Uniti (R&B)              | 3                 |

### Classifiche di fine anno
| Classifica (1985) | Posizione |
| ----------------- | --------- |
| Nuova Zelanda     | 23        |
| Stati Uniti       | 51        |